# Blaise Pascal (filme)
Blaise Pascal é um telefilme franco-italiano dramático biográfico de 1972 dirigido por Roberto Rossellini, em uma coprodução RAI-ORTF. Acompanha a trajetória do matemático, filósofo, teólogo, inventor e físico Blaise Pascal, dos seus 17 anos até sua morte, demonstrando a formação de seu pensamento científico e teológico, suas invenções e formulações, e sua relação com o jansenismo.  Faz parte de um série de telefilmes histórico-didáticos realizados pelo diretor e é o segundo a tratar de um filósofo; precedido apenas por Sócrates, transmitido em 1971.
É um longa-metragem biográfico parte da tetralogia sobre filósofos, “Os Filósofos” que incluem as cine-biografias de: Sócrate, Agostinho e Descartes.

## Sinopse
Nesta obra menos conhecida de Rossellini, organizada de forma episódica, acompanhamos a trajetória de Blaise Pascal, dos 17 anos até sua morte precoce, mostrando seus célebres estudos de Matemática e Geometria, incluindo a criação da primeira calculadora mecânica; seus trabalhos revolucionários sobre o vácuo, os fluidos e a pressão atmosférica; sua relação com o Jansenismo e a concepção de suas principais obras filosófico-religiosas, envolvendo, frequentemente, diálogos com inúmeros pensadores.

## Enredo
O jovem Blaise Pascal, nascido na França em 1623, é um estudioso muito habilidoso e inteligente que vive do estudo dos princípios da matemática e da mecânica já introduzidos por René Descartes, o inventor do plano cartesiano e superior. Pascal publica como seu primeiro trabalho um ensaio sobre geometria e matemática, no qual explica as cônicas que formariam uma estrela não de cinco, mas de seis pontas. No entanto, Pascal não é totalmente compreendido por seus pares, devido ao seu gênio precoce.
Com a saúde muito debilitada, Pascal passa a maior parte dos dias na cama com febre, quando se depara com um grupo de pensadores de uma nova filosofia que ajudaria seu pai após uma brusca queda: o Jansenismo, nascido de Jansênio. Blaise Pascal fica impressionado com as teorias jansenistas ao saber que eles se declaram membros de um círculo fechado ordenado por Deus que teria a tarefa de espalhar o conhecimento para o mundo, enquanto, até então, via a Igreja apenas um conforto que explorava os mais pobres e ignorantes.
Até aquele momento, Pascal havia concebido Deus como algo impalpável e superior que teria gerado o mundo, os planetas e tudo o que o homem conhece graças, também, às recentes descobertas científicas. Depois de dois anos, em 1653, Pascal teve uma visão durante uma noite em que Deus aparecia a ele e lhe dizia para divulgar suas leis e regras escritas na Bíblia. Pascal, então, analisa os princípios e principais sermões de João Batista e Isaías que anunciam a chegada de Jesus e ameaçam o Castigo Eterno para aqueles que não respeitam as leis de Deus.
Partindo da ideia de difundir o jansenismo, Pascal aproveita para refletir também sobre a alma humana e sobre a complexidade das ideias de cada um, concluindo que Descartes havia usado Deus apenas para dar origem aos seus princípios a serem tratados na mecânica. Segundo Pascal, a alma humana, junto com o seu pensamento, está sempre perturbada e dividida nos caminhos certos a seguir para chegar à Verdade. O espírito é sempre caracterizado por uma busca interior e, sobretudo, dividido pela filosofia. Pascal afirma em sua mais recente e importante obra que esse
pensamento pode ser concebido tanto do ponto de vista católico quanto do científico para a busca de descobertas. Pascal morre aos 39 anos, dez anos depois de sua "conversão".

## Elenco
| - Pierre Arditi — Blaise Pascal - Rita Forzano — Jacqueline Pascal - Giuseppe Addobbati — Étienne Pascal - Christian De Sica — Luogotenente criminale - Livio Galassi — Jacques, o criado - Bruno Cattaneo — Adrien Dechamps - Giuseppe Mannajuolo — Florin Perrier - Marco Bonetti — Artus Goufier, duque de Roannes - Teresa Ricci — Gilberte Pascal - Christian Aligny — Jean Dechamps | - Bernard Rigal — Cancelliere Séguier - Melù Valente — Charlotte Roannes - Lucio Rama — Moulinet - Mario Bardelli — matemático Pierre Petit - Claude Baks — René Descartes - Anne Caprile — Michéle Martin, criada de Moulinet - Edda Soligo — Madre Superiora Angelica - Tullio Valli — Abate Marin Marsenne - Jean-Dominique de la Rochefoucauld — Padre Noel |

## Produção e distribuição

### Antecedentes
Rossellini, especialmente a partir dos anos 1960, vinha se sentindo insatisfeito com o cinema, a arte e o mundo contemporâneo e via na televisão uma ferramenta para espalhar educação para milhões de pessoas; ajudando a criar, assim, uma sociedade mais "iluminada". Para que o diretor alcançasse seu objetivo, em sua opinião, seria necessário realizar obras televisivas que rompessem com as tradições cinematográficas até então estabelecidas e criar uma linguagem simples e didática, própria para o então novo meio. Além disso, via o retrato de figuras e momentos históricos, especialmente relacionados ao desenvolvimento da ciência e da filosofia, como a "cura" dos males que afligiam o homem moderno. A produção e distribuição dos filmes contou, em sua maioria, com as emissoras ORTF e, principalmente, RAI, as quais, devido ao seu monopólio na televisão francesa e italiana, respectivamente, e seu caráter estatal, possibilitavam que sua programação fosse voltada essencialmente à educação e cultura. Por conseguinte, ao longo de um pouco mais de dez anos, Rossellini realizou 8 filmes e 4 seriados histórico-pedagógicos transmitidos pela televisão italiana e, também pela televisão francesa.

### Estilo
A ênfase de Rossellini em abordar a história era a de mostrar a evolução do pensamento e das ideias. Ele queria apresentar a história de indivíduos que realizaram gestos de liberdade e que foram contra estruturas rígidas do pensamento de suas épocas. Não queria focar no grandiosismo de figuras históricas, mas, sim, em sua fragilidades — os "heróis" são representados como pessoas comuns e há sempre a ênfase no cotidiano, nas pequenas ações. Almejava, também, evitar um olhar ideológico frente ao passado e, para tal, preferia tratar da história distante, uma história fria.

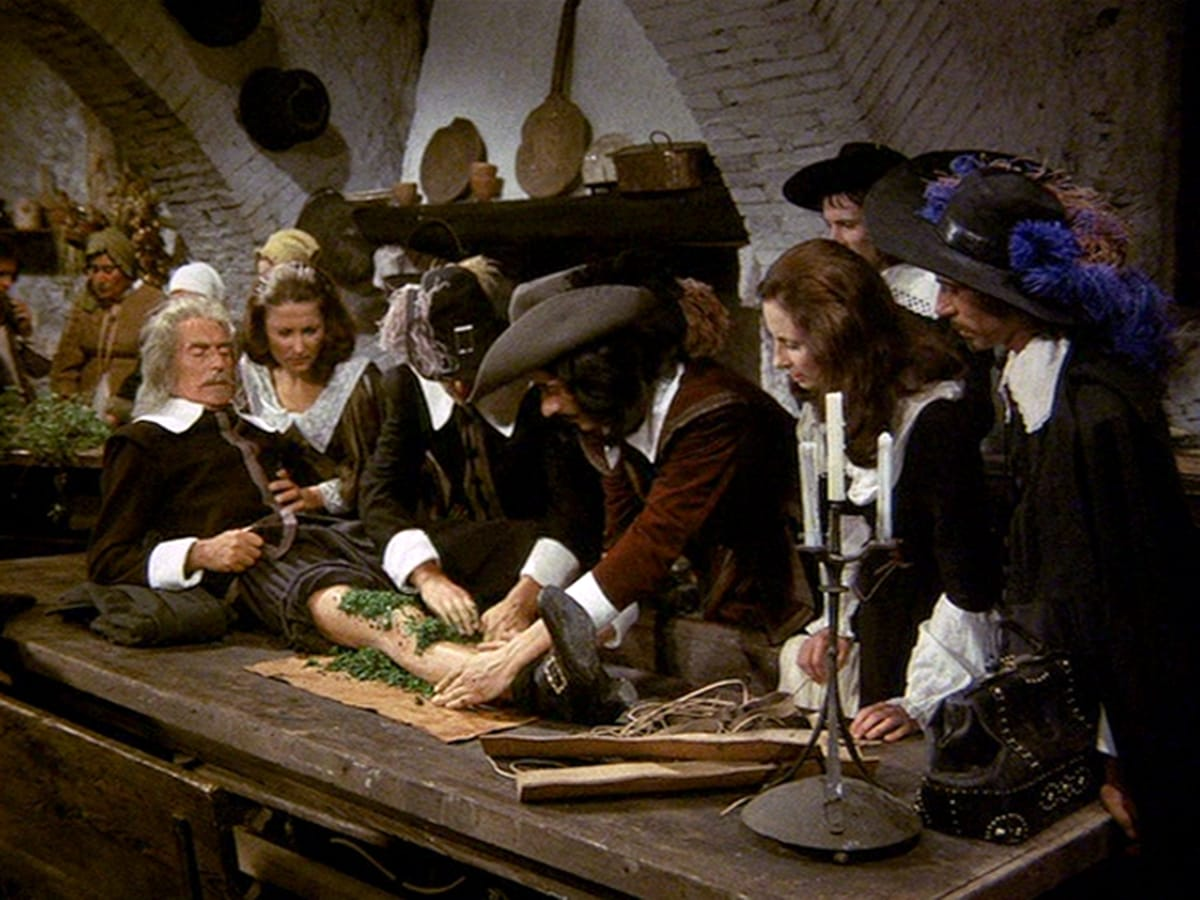
Ênfase no cotidiano e na evolução da ciência: a perna de Étienne Pascal é tratada com ervas mastigadas.

Inspirado pela pedagogia do pensador checo Comenius, que dava espaço especial à imagem no processo educativo, Rossellini formulou seus objetivos e mecanismos didáticos de seus filmes históricos. Pretendia aliar o olhar livre dos vícios da linguagem cinematográfica, de um público ainda não familiarizado com a programação televisa nascente, a uma "imagem essencial". Uma imagem que deveria ser simples na sua composição, porém rica e complexa nas suas informações, contendo inúmeras mensagens que agiriam no interior de cada um. Não queria apenas relatar o passado e descrever seus pensamentos, queria filmar diretamente uma ideia.
Como Rossellini tentava traduzir suas utopias de forma pragmática à tela, sempre partindo da economia de recursos, algumas escolhas foram tomadas: uso da lente Pancinor, lente zoom desenvolvida pelo próprio Rossellini; do plano-sequência, contendo, em um único take, inúmeras mensagens e informações; enquadramento frontal, na altura dos olhos, que mostra o corpo inteiro; simplicidade da forma narrativa, episódica e linear, retirando tensão e o suspense, evitando a espetacularização e dando ênfase às pequenas ações; dublagem e o uso de atores amadores ou não-atores, evitando os vícios da dramatização excessiva que um ator profissional normalmente carrega consigo.

## Recepção

### Público
Blaise Pascal obteve cerca de 16 milhões de espectadores em sua transmissão pela RAI e, após a exibição, a emissora realizou uma enquete com o público perguntando sua opinião sobre o filme. Pouco mais de 59% afirmaram que gostaram do que assistiram, porém, antes da transmissão, apenas 1% dizia saber quem era Blaise Pascal, enquanto que, depois da transmissão, o número subiu para 45%. As vendas de livros sobre o filósofo também cresceram.

### Crítica
Os filmes históricos de Rossellini são, ainda hoje, pouco discutidos. Dentre suas principais razões, destacam-se a dificuldade de acesso às cópias, o preconceito que muitos críticos ainda possuem em relação à produções televisivas e à desconexão da crítica cinematográfica com o trabalho de Rossellini para a televisão. No entanto, o restauro e relançamento dessa parte da obra  e a realização de mostras desses filmes permitem novos olhares e reavaliações desse período da carreira do diretor italiano.